# Adopción directa
La adopción directa (en inglés fostering) es un método de cría de aves para su introducción en la naturaleza que consiste en situar pollos en el nido de una pareja que tiene otros de una edad y tamaño similar. En ocasiones también puede utilizarse cuando los pollos ya han abandonado el nido pero siguen siendo alimentados por sus padres.
Este método puede utilizarse en aquellas especies que no tienen comportamientos cainitas y que son capaces de realizar esta adopción sin rechazar a los nuevos polluelos. Además, los padres deben haberse valorado previamente para conocer si son capaces de alimentar a más pollos.